# Petrus Schonekram
Petrus Schonekram, także Peter Schonekromer – mieszczanin świdnicki.
Pochodził z patrycjuszowskiego rodu, wzmiankowanego już w 1317. Był synem Johannesa Schonekrama, czterokrotnego radnego miejskiego. Wielokrotnie pełnił funkcję ławnika miejskiego (1366-1367, 1370-1371, 1373-1374, 1379-1380, 1381-1382, 1387-1388) i radnego (1368-1369, 1371-1372, 1374-1375, 1377-1378, 1383-1384, 1389-1390). Piastował także urząd burmistrza (1389-1390).
Był właścicielem obecnych kamienic Rynek 22 oraz Rynek 23.